# 한국기독교총연합회
한국기독교총연합회(韓國基督敎總聯合會, 영어: Christian Council of Korea, CCK) 또는 한기총(韓基總)은 1989년에 출범한 대한민국의 개신교 협의회로 보수주의 성향을 띄고 있다.
과거 국내 최대 개신교 연합 기관이었지만, 회장을 맡았던 전광훈의 무분별한 정치 참여와 이단 해제로 인해 주요 교단은 탈퇴했고, 대표성을 상실함으로써 유명무실한 소규모 협의체로 전락했다. 대한민국 개신교 교단 374곳 중 63곳, 개신교인 1,000만 명 중 30만 명 가량만이 소속되어 있어, 가입자 규모가 전체 교단의 17%, 전체 교인의 3%에 불과한 실정이다.

## 설립 배경
한국기독교교회협의회에서 발표한 '민족의 통일과 평화에 대한 한국기독교회 선언'에서 "남한의 그리스도인들은 반공 이데올로기를 종교적인 신념처럼 우상화해 북한 공산정권을 적대시한 나머지 북한 동포들과 우리와 이념을 달리하는 동포들을 저주하기까지 하는 죄를 범했음을 고백한다"고 선언하면서 반공주의를 반성하고 평화와 통일을 위해 나설 것을 다짐하며 여러 국제 네트워크들을 통해 세계교회협의회가 남북 개신교계의 대화를 지지하는 등 전 세계 개신교계에서 남북평화는 중요한 아젠다가 되자 이런 위기의식을 느낀 월남자 출신의 원로 목사들이 앞장섰다. 한경직 목사는 은퇴 후 지내고 있던 남한산성의 영락교회 수련관으로 개신교 원로들을 모아 새로운 개신교 연합기관을 만들기로 하고 준비모임과 준비위를 거쳐 1989년 12월 28일 공식 출범했다.

## 설립 목적
한기총은 교단들 사이의 다양한 신학적 입장 차이에도 불구하고, 한국교회의 연합과 협력을 통해 지상교회에 부여된 공동사명을 함께 수행하기 위하여, 복음주의 운동의 근거가 된 신학적 기반을 정리한 사도신경, 아타나시우스신경, 칼세돈신경을 고백한다. 종교 개혁자들의 신앙인 다섯 솔라, 곧 '오직 성경만', '오직 은혜만', '오직 그리스도만', '오직 믿음만', 그리고 '오직 하나님께만 영광'을 강조하고 복음주의적 세계연합체가 공인한 로잔 언약(The Lausanne Covenant)과 마닐라 선언문(The Manila Manifesto)을 모범삼아 우리의 신앙과 결단을 확인하고 교회협력과 일치를 위한 공동신앙 선언문을 공포한다.

## 주요 사업
- 한국 기독교 연합 사업
- 한국의 복음화와 세계 복음화 사업
- 남북통일과 대북한 관계 대책
- 사회와 정부 및 국제적 공동 관심사와 협력 사업
- 이단 및 사이비 대책
- 구제와 구호 및 복지
- 상기 사업을 달성하기 위해 필요한 부수 사업

## 가입 교단 및 단체
한기총의 웹사이트 공지사항에 따르면 총 63개 교단, 총 21개 회원 단체가 가입되어 있다. 현재 한기총 참여 교단의 수는 한국 개신교 교단 374곳 중 17%에 불과하고, 한기총에 참여한 신자 수 역시 대한예수교장로회(합동)이나 대한예수교장로회(통합)과 같은 단일 교단의 신자 수보다도 적은 상황이다.

### 현황
현재 이름이 널리 알려진 대한민국 개신교의 주요 교단들이 모조리 탈퇴하며 한국 최대의 교회 협의체 지위를 상실했다. 현재 한국 최대의 교회 협의체는 전체 교인의 95% 가량이 소속되어 있는 한국교회총연합이다. 예장합동, 예장통합, 기하성, 기감, 예장백석, 기성, 예장개혁, 예장고신, 예장합신, 한기장에 이르는 교인 수 1위부터 10위까지 대규모 교단이 한기총에서 모두 탈퇴했다. 지금까지 탈퇴한 교단의 교인 수를 종합하면 850만 명에 이르므로, 국내 개신교인 1,000만 명 중 85%는 해당 단체와 무관하다.
대한민국의 개신교 내 첫 번째로 규모가 큰 교단인 대한예수교장로회(통합), 두 번째로 규모가 큰 교단인 대한예수교장로회(합동)을 비롯해 예장백석, 예장개혁, 예장고신, 예장합신, 기독교대한감리회, 기독교대한성결교회, 예수교대한성결교회, 한국기독교장로회가 탈퇴했다. 여의도 순복음교회로 유명한 오순절교회 계열의 기독교대한하나님의성회와 기독교한국침례회는 행정보류 또는 활동중단 상태다. 개신교 계열 구호단체인 대한민국 구세군, 세계 최대의 개신교 계열 구호단체 월드비전, 국내 최대의 대학생 선교단체 CCC도 탈퇴를 선언했다.

### 가입 교단
- 그리스도의교회협의회[21]
- 그리스도의교회교역자협의회[21]
- 기독교대한감리회연합 (금란교회 독자 가입)[22]
- 대한예수교장로회 (군소 교단만 잔류)[23][24]

### 가입 단체
- 기독교텔레비전[21]
- 교회와경찰중앙협의회
- 대한예수교장로회연합회
- 인터콥 선교회[25][26]
- 한국기독실업인회
- 한국기독교여성협의회
- 한국세계선교협의회
- 한국농아인선교회

## 탈퇴 교단 및 단체

### 탈퇴 교단
이후 한국교회총연합회에 병합된 한국교회연합으로 이동한 교단, 한기총의 회원자격이 정지된 교단, 한기총에서 탈퇴한 교단, 행정보류 및 활동중단 상태인 교단을 포함한다. 사실상 주요 대형 교단은 전부 탈퇴한 상황이다.
- 기독교대한감리회(기감)
- 기독교대한성결교회(기성)
- 기독교대한하나님의성회(기하성)[27]
- 기독교한국침례회(기침)[28]
- 대한기독교나사렛성결회(나성)
- 대한예수교복음교회
- 대한예수교장로회 (예장통합, 예장합동, 예장백석, 예장고신, 예장대신, 예장합신 등)[29][30][31][32][33][34]
- 예수교대한성결교회(예성)
- 한국기독교장로회(기장)

### 탈퇴 단체
- 구세군 대한본영
- 세계 최대의 개신교 계열 구호단체 월드비전[35]
- 국내 최대의 대학생 선교단체 대학생 선교회(CCC)[36]

## 역사
민주화와 평화통일을 지향하는 진보 성향 한국기독교교회협의회(NCCK)가 교계를 대표하던 1989년 한경직·강원용·정진경·최훈 목사 등 보수적인 주류 기독교 지도자들이 중심이 되어 "안보와 보수를 우선한다"고 하면서 "사분오열된 개신교계를 하나로 연합하고, 국가와 사회 발전에 이바지하겠다"고 다짐하며 대형 교단들의 개신교 연합 기구로 출범한 한기총은 1991년 12월 12일 대한민국 문화체육부으로부터 사단법인 인가를 받았다. 제6공화국 노태우 정권의 실세 박철언이 결성에 개입하는 등 처음부터 논란이 있었으나 사회적으로 존경받는 원로들이 주축이 되어 사랑의 쌀 나누기 운동, 검약과 절제 운동, 이웃사랑과 정직 운동을 실천하였다.
출범 당시 NCCK는 10개 교단에 불과했지만 새로 출범한 한기총은 67개 회원교단이 참여해 2009년에 세계복음주의연맹 정회원이 되고 2010년 소속 교단의 회원 수 1,200만 명에 달하여 2010년대 초반까지 대한민국 개신교계 최대의 교회 연합기관으로 활동하며 교계 대표 지위로 막강한 영향력을 행사했다.
제5공화국의 전두환 군사정권과 제6공화국의 첫 정부인 노태우 정부 때까지는 정교분리를 내세우며 정치 및 사회 현안에 대해 침묵했으나 1992년 대통령 선거에서 장로 출신 김영삼 후보를 지지했다. 원로 목사들이 한기총 대표 회장에서 물러나고 1990년대 말에 대형교회의 교세를 바탕으로 영향력을 확대하고자 하는 목사들이 대표 회장을 맡으면서 반공주의에 기반하여 보수적인 목소리를 내었다. 특히 노무현 정부 시기에 전시작전통제권 환수 반대, 사립학교법 개정 반대, 주한미군 철수 반대 운동 등을 하면서 보수단체들과 공동으로 대규모 집회를 개최하기도 했으나 이명박 정부와 박근혜 정부 시기에는 대규모 집회를 개최하지 않고 구국기도회를 개최했다. 이 시기에 대표 회장을 맡았던 이들은 금품선거와 교회세습 등으로 사회적으로 물의를 일으켰다.
특히 2011년에는 내부적으로 금권선거 여파와 이단 교단의 회원 인정 여부 등의 문제로 갈등이 생겨 남오성(교회개혁실천연대), 이동원, 손봉호(고신대), 조성돈(기윤실교회신뢰실천연대), 정운형(교회개혁실천연대), 김형국(나들목교회) 등이 참여한 기독교윤리실천운동으로부터 해체를 요구받았다. 아울러 2013년에는 대한민국 개신교의 최대 규모 교단인 대한예수교장로회(합동)과 대한예수교장로회(통합) 측이 "주요 교단이 이단·사이비로 규정한 단체들을 한기총이 임의로 해제했다"며 반발하여 탈퇴하는 등 주요 장로교 교단 및 침례교, 성결교, 기독교하나님의성회 등 오순절교회를 비롯한 전체 구성원의 70%에 해당하는 28개의 교단이 탈퇴해 한국교회연합에 참여하면서 점차 교세가 급감하게 되었다.
이후 한국교회연합은 한국기독교연합으로 이름을 변경하여 회원 교단 대부분이 한국교회총연합(한교총)이 설립되면서 한교총으로 유입되어 한국교회 주요 연합기관 현황의 전체 교인수 대비 비율은 한교총 95%, 한교협(NCCK) 50%, 한기총 15%, 한기연 5% 가량을 기록하면서 한기총은 기독교 내의 소수 집단으로 전락했다. 2019년 기준으로 한국 최대 교회 협의체 지위는 한국교회연합에 기독교대한감리회 등이 가세하여 만들어진 한국교회총연합(한교총)으로서, 출범한 지 2년 여만에 교인 수가 많은 대형 교단 순위로 1위부터 10위에 해당하는 예장합동, 예장통합, 기독교대한하나님의성회, 기독교대한감리회, 예장백석, 기독교대한성결교회, 예장개혁, 예장고신, 예장합신, 기장이 여기에 가입되어 있다.
개정된 한기총 정관에 따라 제11대 대표 회장인 길자연 목사와 같은 교단 소속이라는 이유로 대표회장에 출마할 수 없게 된 홍재철 목사는 정관 재개정을 추진해 결국 당선되어 제12대, 제13대 대표 회장을 연임했다. 그러나 2013년에 한국교회 주요 교단이 이단으로 규정한 다락방 류광수(세계복음화전도협회)와 박윤식의 평강제일교회에 대해 이단 해제를 결정해 회원 교단의 대규모 이탈의 원인을 제공했다. 이에 세 차례 한기총 회장을 역임한 길자연을 비롯해 신학대 교수 110명이 반대 성명을 발표했다.
2015년 서울특별시에서 개최된 퀴어문화축제에 반대성명을 발표하였고 또한 한국교회연합, 한국장로교총연합회, 미래목회포럼, 한국교회언론회와 같이 한국교회동성애대책위원회를 열고 "퀴어문화축제를 취소하라"는 선언문을 발표하였다. 그해 10월 13일에 현행 검정 교과서가 "좌편향적으로 서술되었다"고 주장하면서 국정교과서 발행을 지지하는 선언을 하였다.
2016년 40개국의 90여명의 지도자가 참여한 세계복음주의연맹의 세계지도자대회(International Leadership Forum, ILF) 총회를 서울에서 개최했다. 2018년, 공격적 선교 방식과 신학적 문제로 논란을 빚어 예장합동, 예장통합, 예장고신, 예장합신 측으로부터 교류금지 및 참여자제 처분을 받은 인터콥 선교회의 본부장 최바울 선교사를 한기총의 공동회장에 선임했다. 한기총의 공동회장은 총 24명으로, 엄기호 대표회장은 공동회장 선임이 회원 안배 차원에서 이뤄진 것 이라고 말했다.
2018년, 신천지예수교 증거장막성전은 서울시 마포구와 여의도동, 영등포구 일원에서 ‘부패한 한기총, CBS 폐쇄하라!’ ,‘신사참배 친일파 후손 한기총’, ‘동방요배 이방 신에 충성 맹세한 장로교’라는 래핑 버스 100대를 운행하면서 한기총과 CBS 기독교방송이 자신들을 이단이라고 매도하는 동시에 교인을 강제개종하는 인권유린을 일삼는 등 집중적으로 공격한다며 한기총과 CBS를 비판하였다. 2019년 1월 24일에 제30회 한기총 정기총회에서 예장개혁 김운복 목사가 "대표회장 선거에 출마했는데 접수가 되지 않았다"며 항의한 가운데 218표를 얻은 전광훈 목사가 121표를 얻은 예장합동장신 김한식 목사를 꺾고 제25대 대표 회장에 당선되면서 기독교 입국론을 주장했다. 그는 "동성애, 이슬람교, 차별금지법에 반대하고 종교인 과세 문제에 대해 원점에서 다시 검토해야 한다"고 말했다.
2019년 3월 주요 교단이 이단으로 규정한 사랑하는교회의 변승우 목사를 이단에서 해제하고, 변 목사가 세운 대한예수교장로회 부흥총회(양병일 총회장)를 받아 줬다. 게다가 신사도 운동으로 문제가 된 변 목사를 한기총 이단대책위원회 신사도대책분과위원장으로 배치했다. 이러한 한기총 행보를 비판적으로 보도한 방송사 CBS를 '이단 옹호' 혹은 '반기독교' 언론으로 지정하기까지 했다. 현재 한기총에는 끊임없이 재림주 의혹이 이는 장재형 목사가 만든 예장합복, 자칭 보혜사 논란을 일으킨 김노아 목사(세광중앙교회), 사기죄로 대법원에서 확정판결을 받은 신현옥 목사(예장복음주의), 과격한 해외 선교 활동으로 물의를 빚는 인터콥 선교회 등도 이름을 올리고 있다.
아울러 문재인 정부의 문제점을 지적하며 대통령 하야 촉구 및 시국 선언을 하였으나, 이후 성서한국을 필두로 하여 이만열, 손봉호 교수와 한국종교지도자협의회(대표의장 김희중), 한기총 비대위, 한기총 총회 대의원 과반수가 정교분리를 이유로 전광훈 목사의 회장직 사퇴를 요구했다.
상술한 논란 등으로 인해 2011년부터 가입교단 및 단체의 탈퇴가 줄을 이었다. 대한민국의 개신교 내 첫 번째로 규모가 큰 교단인 대한예수교장로회(합동), 두 번째로 규모가 큰 교단인 대한예수교장로회(통합)을 비롯해 예장백석, 예장고신, 기독교대한감리회, 기독교대한성결교회, 예수교대한성결교회 등이 탈퇴했고, 여의도 순복음교회가 소속된 오순절교회 계열의 기독교대한하나님의성회와 기독교한국침례회는 행정보류 및 활동중단을 결의했으며, 개신교 계열 구호단체인 구세군, 세계 최대의 개신교 계열 구호단체 월드비전, 국내 최대의 대학생 선교단체 CCC도 탈퇴를 선언했다.
한기총 공동회장 최바울 선교사가 대표로 있는 인터콥 선교회의 경우, 선교사가 정상적인 선교지가 아닌 기존 교회에 파견된다. 이들은 교회에 비전캠프를 설치하도록 유도해 점진적으로 교회를 인터콥에 귀속시키는 것을 목적으로 한다. 불신자를 대상으로 포교하는 것이 아니라 기존 교인을 상대로 전도를 시도하고, 기존 교회의 갈등과 반목을 유발해 분열을 조장하며 교회를 흡수하려 한다는 점에서 신천지예수교 증거장막성전과 유사한 행보를 나타낸다.

## 대표 회장
- 창립준비위원장 : 한경직 대한예수교장로회 총회장 겸 영락교회 원로 목사[59]
- 제1대 1989년 ~ 1991년 박맹술 예장통합 총회장
- 제2대 1992년 정진경 기독교대한성결교회 총회장
- 제3대 1992년 ~ 1993년 이성택 예장합동 총회장 겸 서울 평안교회 목사
- 제4대 1994년 ~ 1995년 임옥 예장통합 증경총회장 겸 영암교회 목사
- 제5대 1996년 ~ 1997년 최훈 예장합동 총회장 겸 제기동 동도교회 목사
- 제6대 1998년 ~ 1999년 지덕 기독교한국침례회 강남제일교회 목사
- 제7대 2000년 ~ 2001년 이만신 기독교대한성결교회 서울 중앙성결교회 목사
- 제8대 2002년 김기수 예장통합 증경총회장 겸 안동교회 담임목사[60]
- 제9대, 제10대 2003년 ~ 2004년 길자연 예장합동 총회장 겸 왕성교회 목사
- 제11대 2005년 최성규 기독교대한하나님의성회 순복음인천교회 목사[61]
- 제12대 2006년 박종순 충신교회 목사[62]
- 제13대 2007년 이용규 기독교대한하나님의성회 성남성결교회 목사[63]
- 제14대, 제15대 2008년 ~ 2009년 엄신형 중흥교회 목사[64]
- 제16대 2010년 이광선 신일교회 목사
- 제17대 2011년 길자연 예장합동 총신대 총장
- 제18대, 제19대 2012년 ~ 2014년 홍재철 예장합동 경서교회 목사
- 제20대, 제21대, 제22대 2014년 ~ 2017년 6월 30일(중도 사임) 이영훈 기독교대한하나님의성회 여의도순복음교회 목사
- 제23대, 제24대 2017년 8월 24일 ~ 2018년 엄기호 기독교대한하나님의성회 목사
- 제25대 회장 선거는 법원에 의해 무효 판결받았다.[65] 공식 홈페이지에서도 이름이 삭제된 상태이다.[66]

## 논란
이단옹호단체로 지정된 적이 있다. http://www.newsnjoy.or.kr/news/articleView.html?idxno=192166
한국기독교총연합회는 사랑하는교회, 세계복음화전도협회, 평강제일교회, 사랑제일교회, 인터콥, 목사가 스스로 보혜사 성령이라고 한다는 의혹을 받고 있는 세광중앙교회가 중심이 된 '대한예수교장로회 성서총회', 예수 그리스도처럼 재림주를 자처한다는 의혹이 있는 장재형 목사의 '대한예수교장로회 합동복음', 귀신론과 삼위일체론으로 논란이 된 레마선교회가 속한 '대한예수교장로회 복음주의' 등등 이단성 논란이 있는 교단들을 회원으로 받아들였다. https://www.newsm.com/news/articleView.html?idxno=23993 http://www.hdjongkyo.co.kr/m/content/view.html?&section=22&no=19382&category=1004 https://www.amennews.com/news/articleView.html?idxno=19654

선거 과정에서의 부정부패, 이단 해제, 극단적 정치 구호는 대형 단체였던 한기총을 몰락시켰고 지금은 작은 교단들이 대부분인 단체가 되었다. https://www.hani.co.kr/arti/society/religious/464901.html 
1. ↑  “[팩트체크] “한기총은 한국교회를 대표하는 교단이 아니다”.
2. ↑  한기연, 가장 큰 타격… 한기총도 위기감, 국민일보, 2017, 12, 07
3. ↑  “[팩트체크] “한기총은 한국교회를 대표하는 교단이 아니다”.
4. ↑  한기연, 가장 큰 타격… 한기총도 위기감, 국민일보, 2017, 12, 07
5. ↑  "주요 교단이 지정한 이단들, 한기총 들어와 정통 행세"
6. ↑  개신교단체 "한기총 소속 신자수 전체 3%"…대표성 부정
7. ↑  “회원교단”.
8. ↑  한국기독교총연합회 홈페이지[깨진 링크(과거 내용 찾기)], 회원교단/단체
9. ↑  한국기독교총연합회 교단 현황
10. ↑  “[팩트체크] “한기총은 한국교회를 대표하는 교단이 아니다”.
11. ↑  “한국교회 대표하는 한기총? 가입 교단 면면 살펴보니”.
12. ↑  “[팩트체크] “한기총은 한국교회를 대표하는 교단이 아니다”.
13. ↑  “한기연, 가장 큰 타격… 한기총도 위기감”.
14. ↑  “한국교회 대표하는 한기총? 가입 교단 면면 살펴보니”.
15. ↑  “[팩트체크] “한기총은 한국교회를 대표하는 교단이 아니다”.
16. ↑  “껍데기만 남은 한기총, 주요 교단들 사실상 '탈퇴'”.
17. ↑  “한기총은 기독교 대표단체가 아니다”. 2019년 6월 19일에 원본 문서에서 보존된 문서.
18. ↑  “월드비전, 한기총 회원교단·단체 중 최초로 ‘탈퇴’”.
19. ↑  “최대 대학생 선교단체 CCC, 한기총 탈퇴…전광훈 막말 역풍”.
20. 1 2 3  일단 가입은 되어 있으나 거리를 많이 두는 편이다.
21. ↑  기독교대한감리회의 금란교회에서 기감연합이라는 명칭을 사용해 교단과는 별개로 가입했다.
22. ↑  이러한 군소 교단의 대부분은 이권 다툼으로 인해 대한예수교장로회 측에서 분리된 개별 교회들에 해당한다. 이러한 군소 교단의 환경은 대체적으로 열악하다. ＜뉴스앤조이＞가 23개 총회 사무실을 직접 방문한 결과, 대부분 상가에 입주해 있었고 이마저도 교회와 총회 사무실을 겸하는 곳이 많았으며 그 가운데 18곳은 문이 굳게 닫혀 잠겨 있었다고 한다.
23. ↑  “한국교회 대표하는 한기총? 가입 교단 면면 살펴보니”.
24. ↑  인터콥은 최바울 선교사의 세대주의적 종말론(신사도 운동과의 연관성 및 백투 예루살렘 운동 주장), 이원론적 접근법(영적도해, 영적대결, 영적전쟁), 김기동의 베뢰아 사상(땅밟기, 귀신론, 마귀론) 등으로 인해 예장합동, 예장통합, 예장고신, 예장합신 등에서 교류금지 및 참여자제 처분을 받았다. 해당 단체의 가입을 허가하면서 한기총과 정통교단 간 반목의 골이 더욱 깊어져 결국 돌이킬 수 없는 강을 건너고 말았다.
25. ↑  “인터콥에 대한 각 교단의 공식 보고서”. 2019년 6월 23일에 원본 문서에서 보존된 문서.
26. ↑  “한기총 내 최대 교단 기하성 "회원 활동 중단하겠다"”.
27. ↑  “기독교한국침례회, 한기총 탈퇴”.[깨진 링크(과거 내용 찾기)]
28. ↑  “개신교계 대표 교단 `예장통합` 한기총 탈퇴”.
29. ↑  “예장합동 한기총 탈퇴 확정”.
30. ↑  “[속보] 통합, 합신, 백석 “한기총 탈퇴” 결의”.
31. ↑  “예장고신총회, 한기총 탈퇴 최종 확정”.
32. ↑  “예장고신, 한기총 탈퇴 확정”.
33. ↑  “예장통합·백석 이어 합신도 한기총 탈퇴”.
34. ↑  “월드비전, 한기총 회원교단·단체 중 최초로 ‘탈퇴’”.
35. ↑  “최대 대학생 선교단체 CCC, 한기총 탈퇴…전광훈 막말 역풍”.
36. ↑  한국교회연합 회원교회 목록
37. ↑  이태훈 기자 (2012년 3월 8일). “한기총 결국 두 동강…비대위 '한국교회연합' 창설”. 조선일보. 2012년 8월 31일에 확인함.
38. ↑  한기연, 가장 큰 타격… 한기총도 위기감, 국민일보, 2017, 12, 07
39. ↑  “한기연, 가장 큰 타격… 한기총도 위기감”.
40. ↑  “신천지·다락방·구원파-이단에-주의해야”.[깨진 링크(과거 내용 찾기)]
41. ↑  길자연 목사, 한기총 공직을 포함한 모든 직책 사임
42. ↑  신학대 교수 110명, 한기총의 다락방 이단 해제 반대, 국민일보, 2013, 06, 12
43. ↑  신학대 교수 110명, 한기총의 다락방 이단 해제 반대, 국민일보, 2013, 06, 12
44. ↑  류재광 기자 (2015년 5월 11일). “한기총·한교연·한장총, 동성애 축제 공동대응”. 《한기총·한교연·한장총, 동성애 축제 공동대응》 (크리스천투데이). 2016년 1월 19일에 확인함.
45. ↑  더 이상 좌편향된 교과서로 우리의 자녀들을 교육할 수 없습니다.
46. ↑  “WEA, 한국에서 개최된 2016년 세계지도자대회 성료”.
47. ↑  “인터콥 최바울 선교사, 한기총 공동회장 선임”.
48. ↑  신천지 “한기총·CBS 폐쇄해라”…불법 래핑 광고버스 전국 100여대 거리활보
49. ↑  전광훈 목사, 한기총 대표회장 당선 "기독교 입국론으로 나라 재설계"
50. ↑  “'이단 해제' 변승우 목사 한기총 가입”.
51. ↑  “한국교회 대표하는 한기총? 가입 교단 면면 살펴보니”.
52. ↑  “주요 교단이 지정한 이단들, 한기총 들어와 정통 행세”.
53. ↑  “[기자수첩] 3.1절 100주년 먹칠한 전광훈 목사”.
54. ↑  “한기총 해체운동 손봉호 "전광훈 거짓말, 굉장히 위험"”.
55. ↑  “월드비전, 한기총 회원교단·단체 중 최초로 ‘탈퇴’”.
56. ↑  “최대 대학생 선교단체 CCC, 한기총 탈퇴…전광훈 막말 역풍”.
57. ↑  [예장합동과 예장통합으로 분리되기 이전의 마지막 총회장이다.]
58. ↑  [깨진 링크(과거 내용 찾기)]
59. ↑  한기총 대표회장에 박종순 목사 인준
60. ↑  엄신형 목사를 15대 한기총 대표회장으로 선출
61. ↑  연합뉴스. “법원 "'전광훈 대표회장 선출' 한기총 총회 무효"”. 2021년 5월 19일에 확인함.
62. ↑  한국기독교총연합회. “연혁”. 2021년 5월 19일에 확인함.

## 같이 보기
- 한국기독교교회협의회
- 한국교회연합
- 대한예수교장로회연합회
- YMCA